# دوغ يتس
دوغ يتس هو مصارع رياضي كندي، ولد في 1 نوفمبر 1957 في مونتريال في كندا.

## وصلات خارجية
- دوغ يتس على موقع قاعدة بيانات المصارعة الدولية (الإنجليزية)
- دوغ يتس على موقع اللجنة الأولمبية الدولية (الإنجليزية)
- دوغ يتس على موقع أوليمبيديا (الإنجليزية)
- دوغ يتس على موقع اللجنة الأولمبية الكندية (الإنجليزية)
- دوغ يتس على موقع قاعة كيبيك للمشاهير الرياضية (الفرنسية)